# Kaninsult
Kaninsult, også kaldet proteinforgiftning er akut underernæring forårsaget af overdrevent indtag af magert kød (så som kanin), samtidig med mangel på indtag af andre næringskilder, ofte kombineret med andre stressorer som f.eks. kulde eller tørke. Symptomerne er blandt andet diarre, hovedpine, træthed, lavt blodtryk, lav puls, ubehag og sult, der kun kan stilles ved indtag af fedt eller kulhydrat.